# Het Schouw
Het Schouw ofwel 't Schouw (ook wel zonder lidwoord geschreven), is een buurtschap in de gemeenten Amsterdam en Waterland in Noord-Holland.
Het ligt aan de oostzijde van het Noordhollandsch Kanaal, ten noorden van Amsterdam, rond de plek waar de Broekervaart op het kanaal uitkomt.
Bij Het Schouw takt de provinciale weg N235 (Kanaaldijk), naar Purmerend en de A7, af van de N247 die van Amsterdam naar Broek in Waterland loopt.
Oorspronkelijk lag Het Schouw in de gemeente Landsmeer. In 1966 werd het zuidelijk deel, aan de Slochterweg (N247) gelegen, bij de gemeente Amsterdam gevoegd.
Sinds 1991 hoort het noordelijk deel, langs de Broekervaart en ten noorden daarvan, bij de toen nieuw gevormde gemeente Waterland, dit deel wordt tot de woonplaats Watergang gerekend. Het bestemmingsplan "Watergang - 't Schouw" is hier van toepassing. Aan de noordkant ligt het bedrijventerrein De Dollard. Verder noordelijk ligt het natuurgebied Varkensland.
Van 1894 tot 1949 lag bij Het Schouw de splitsing van de tramlijnen van de Waterlandse tram van Amsterdam-Noord naar Edam enerzijds en Purmerend anderzijds.